# Куліш Олена Борисівна
Оле́на Бори́сівна Кулі́ш (1968—2014) — українська волонтерка АТО; Народний Герой України.

## Життєпис
Народилася 1968 року в Луганську єдиною донькою в родині. Закінчила факультет фізичного виховання. Працювала ведучою розважальних програм на радіо — під псевдонімом Олена Корольова. Другий чоловік Володимир Альохін був програмістом. У мирний час допомагала бездомним тваринам, частину з яких забрала до себе. Жила з родиною у селищі Переможне Лутугинського району — неподалік Луганського аеропорту.
Під час АТО возила з чоловіком їжу українським військовим у Луганський аеропорт. При обстрілах ховала в своєму будинку місцевих дітей. Разом з чоловіком приїздила до заблокованих мінними полями стареньких сусідів допомагати із харчами та медикаментами. Надавала їм можливість спілкуватися з рідними скайпом. У липні померла мати Олени Куліш, її ховали під кулями й мінами.
Родину вистежили бойовики «ЛНР» і захопили 9 серпня 2014 року. Терористи повідомили, що везуть подружжя «на підвал» — у Луганськ. Олену і Володимира викрали на очах її батька. Все майно Кулішів окупанти вкрали чи розтрощили, а в їхньому домі зробили свій штаб.
Застрелена 10 серпня 2014 року бандитами «ЛНР» у селі Переможне (Лутугинський район) з чоловіком Володимиром Альохіним — за надання волонтерської допомоги українським військовикам. Шістьох собак, які жили у будинку Олени, теж розстріляли.
Розшукати та поховати їхні тіла вдалося майже через рік.
Сиротою лишилася донька Лера. Виїхала, працює в Києві аспіранткою, вивезла з Луганська дідуся.

## Нагороди
7 травня 2016 року Олена Куліш та Володимир Альохін нагороджені відзнакою «Народний Герой України» (посмертно).